# Laneuveville-lès-Lorquin
Laneuveville-lès-Lorquin település Franciaországban, Moselle megyében. Lakosainak száma 105 fő (2022. január 1.). Laneuveville-lès-Lorquin Fraquelfing, Lorquin, Métairies-Saint-Quirin és Niderhoff községekkel határos.

## Népesség
A település népességének változása:
| Lakosok száma | 108  | 89   | 70   | 91   | 110  | 107  | 102  | 106  | 106  | 105  |
|               | 1968 | 1982 | 1990 | 2006 | 2013 | 2015 | 2017 | 2019 | 2020 | 2022 |